# Cédric Hervé
Pour les articles homonymes, voir Hervé.
Cédric Hervé est un coureur cycliste français, né le 14 novembre 1979 à Dinan. Il commence sa carrière professionnelle en 2002 dans la formation Crédit agricole. En 2007 et 2008, il est membre de l'équipe Agritubel.

## Biographie
Multiple champion de Bretagne chez les jeunes, Cédric Hervé commence sa carrière professionnelle en 2002 dans la formation Crédit agricole. Il rejoint en 2006 l'équipe continentale Bretagne-Jean Floch. En 2007 et 2008, il est membre de l'équipe Agritubel. Il participe en 2007 au Tour de France sans le terminer. Il connaît des problèmes de santé en 2008, ce qui met fin à sa carrière professionnelle. Malgré un retour chez les amateurs dans l'équipe bretonne Côtes d'Armor comme capitaine de route, il ne retrouve pas le niveau pour réintégrer l'élite. Sa plus belle victoire demeure le Grand Prix de Plumelec-Morbihan, course UCI 1.1.

## Palmarès et résultats

### Palmarès par année
- 1996
  -  Champion de Bretagne juniors
  - 3e de la Ronde des vallées
- 1997
  - 2e du Circuit du Mené
- 2000
  - Plaintel-Plaintel
  - Étoile de Tressignaux
  - Circuit du Mené :
    - Classement général
    - 2e étape

  - Kreiz Breizh
  - 2e du Circuit du Morbihan
- 2001
  - 5e étape du Ruban granitier breton
  - Grand Prix de Cours-la-Ville
  - 2e du Tour du Canton de Gémozac
  - 2e du Grand Prix de Fougères
- 2004
  - 3e de la Châteauroux Classic de l'Indre
- 2006
  - Manche-Atlantique
  - Grand Prix de Plumelec-Morbihan
  - Val d'Ille U Classic 35
  - Grand Prix de Fougères
  - 2e du Circuit du Morbihan
  - 2e du Tour de Picardie
- 2009
  - Grand Prix de Saint-Pern
  - 3e du Circuit du Morbihan

### Résultat sur le Tour de France
1 participation 
- 2007 : hors délais (8e étape)